# Eduard Bernoulli

Eduard Bernoulli

Eduard Bernoulli, född den 6 november 1867, död den 18 april 1927, var en schweizisk musikforskare.
Bernoulli blev filosofie doktor i Leipzig 1896 på en avhandling om notskriftens historia. 1908 blev han docent, och erhöll 1921 professors titel. 
Hans musikvetenskapliga arbeten omfattar skilda områden såsom utgivandet av Heinrich Alberts Lieder i Denkmäler deutscher Tonkunst och av Jenalieder-handskriften. 
Dessutom författade han skrifterna Aus Liederbüchern der Humanistenzeit (1910), Oratorientexte Händels (1905) och Hector Berlioz als Ästhetiker der Klangfarben (1909).
Han  utgav vidare ett nytryck av Michael Praetorius Syntagma musicum (1916) och en ny utgåva av Leonard Eulers Tentamen novæ theoriæ musicæ (1926).
Därtill kom en faksimilutgåva av Pierre Attaignants tabulaturer med danser och chansons från åren 1530–1531 (4 band samt kommentarband av Bernoulli).